# Долішні Загорани
Долішні Загорани (словац. Dolné Zahorany, угор. Magyarhegymeg) — село, громада в окрузі Рімавська Собота, Банськобистрицький край, Словаччина. Кадастрова площа громади — 6,39 км². Населення — 182 особи (за оцінкою на 31 грудня 2017 р.).

## Історія
Перша згадка 1341 року. Історичні назви: Угорські Загорани (1920); угор. Hegymeg. Сучасна назва використовується з 1948 року.
У 1938—1944 рр. у складі Угорщини.

## Населення
| Рік:            | 1994. | 2004.   | 2014.   | 2024.   |
| --------------- | ----- | ------- | ------- | ------- |
| Кількість осіб: | 218   | 208     | 189     | 175     |
| Різниця:        |       | -4,58 % | -9,13 % | -7,40 % |

| Рік:            | 2023. | 2024.   |
| --------------- | ----- | ------- |
| Кількість осіб: | 174   | 175     |
| Різниця:        |       | +0,57 % |